# Mont-Dieu-meteoriet

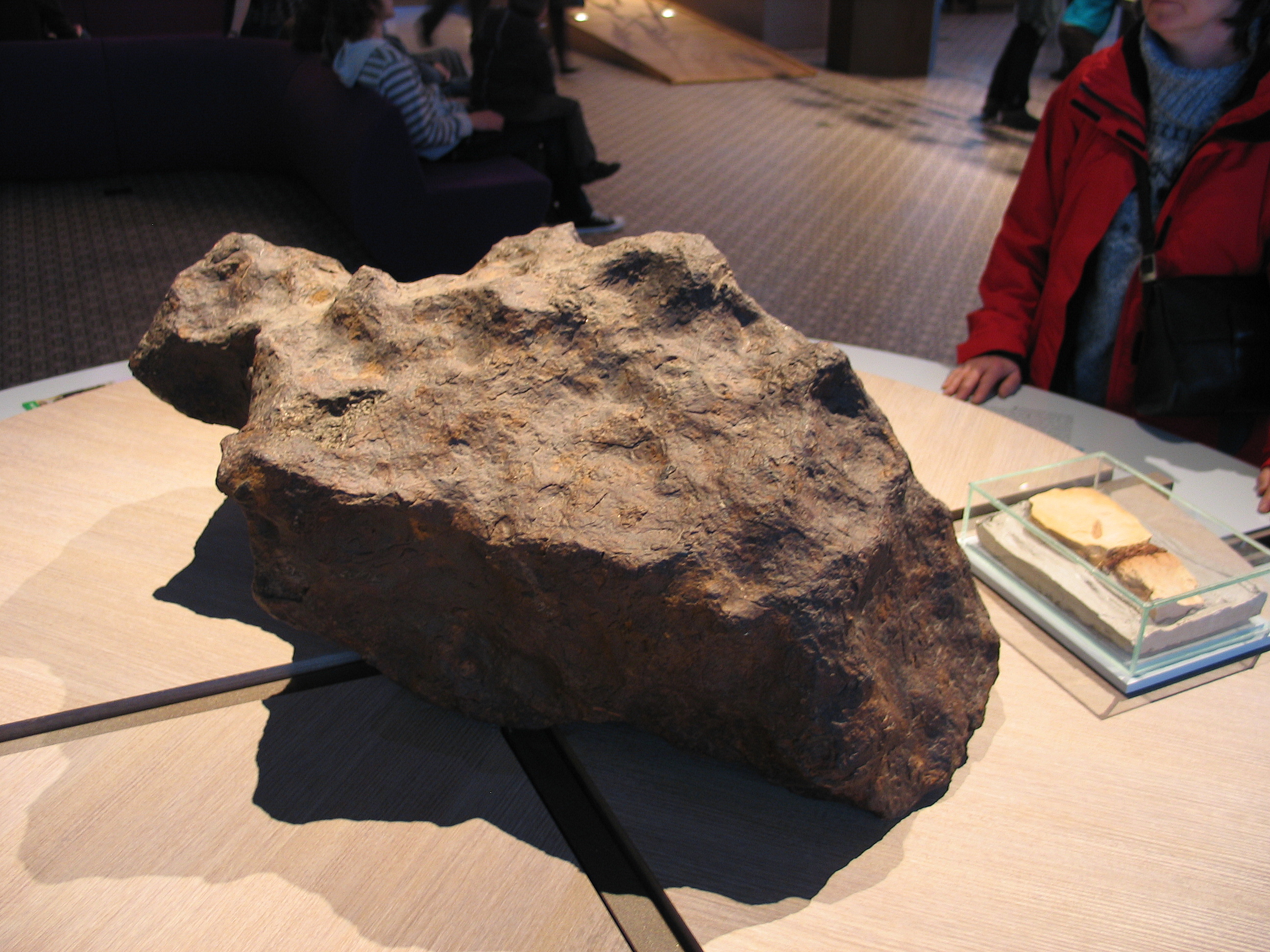
De Mont-Dieu-meteoriet

De Mont-Dieu-meteoriet is een meteoriet die in Le Mont-Dieu in het noorden van Frankrijk werd gevonden.
In 1994 vond men kleinere brokstukken en in 1999 het grotere stuk, ongeveer 80x80x40 cm met een gewicht van ongeveer 435 kg. De meteoriet zou afkomstig zijn van de planetoïdengordel tussen Mars en Jupiter. Het is op een na de grootste meteoriet van Europa en zijn vondst wordt beschouwd als de meest belangrijke Europese vondst sinds 1650.
In 2006 werd het Koninklijk Belgisch Instituut voor Natuurwetenschappen eigenaar van de meteoriet. Het grotere stuk werd aangekocht tegen 71 euro per kilo.